# نقاره‌کوب قدیم
نقاره‌کوب قدیم یکی از روستاهای استان آذربایجان شرقی است که در دهستان قشلاق بخش فندقلو شهرستان اهر واقع شده‌است.این روستا ۱۷۳ نفر جمعیت دارد.